# Juan Antonio Zamora
Juan Antonio Zamora Zambudio (Murcia, 3 de mayo de 1983) es un exfutbolista y director deportivo español. Actualmente ejerce como Secretario Técnico en el Albacete Balompié de la Segunda División de España.

## Trayectoria

### Como futbolista
Se formó en las categorías inferiores del Real Murcia y categorías inferiores del Real Madrid, tras pasar un periodo en las filas del Cartagonova en la temporada 2002/03 en Segunda B, logró disputar dos partidos con la primera plantilla del Real Murcia en la temporada 2003/2004 en Primera, debutó en la jornada 29ª el 14 de marzo de 2004 ante el FC Barcelona jugando todo el partido que perdieron los murcianos 0-2 y Zamora ficha por el Girona FC.
Tras haber tocado la primera División, Zamora firma por el Girona, el joven jugador despierta el interés de varios equipos de superior categoría tras su gran temporada, en la que siendo defensa anotó 5 goles.
Eso lo hizo firmar por el C.D. Castellón, donde se convertiría en pocos años un pilar del equipo siendo capitán y logrando hazañas en la salvación de la categoría durante el primer año en 2.ª División A.
El jugador llegó a pertenecer al Club durante las siguientes 5 temporadas.
En agosto de 2012 Zamora firmaría por el Ceuta durante los próximos dos años, aunque solo cumpliría una temporada.
El martes 31 de enero de 2012 firma con el CD Badajoz que juega en el Grupo IV de Segunda división B.
En el verano de la temporada 2012/13 fichó por el Recreativo de Huelva por el que firma por 3 temporadas. Siendo un jugador habitual en las alineaciones del técnico ex internacional Sergi Barjuan.
Una grave lesión en agosto del 2014, hace que este de baja durante 8 meses aproximadamente, recuperado de una rotura de ligamento cruzado vuelve a jugar. 
Zamora vuelve a romperse la rodilla hasta 3 veces durante las siguientes 2 temporada, los que hace que en el 2016 deje el fútbol siendo jugador del Real Club Recreativo de Huelva.

### Como secretario técnico
Tras colgar las botas, Zamora pasa a ser empleado del Club, aportando su experiencia y conocimiento en las categorías inferiores para más tarde dar el salto a los despachos del primer equipo en 2019.
El 29 de mayo de 2021, tras dos temporadas abandona su cargo de secretario técnico del Real Club Recreativo de Huelva.
El 4 de junio de 2024, se incorpora como adjunto a la dirección deportiva de Toché en el Albacete Balompié de la Segunda División de España.

## Clubes

### Como futbolista
| Temporada | Club                           | País   | Liga               | Partidos | Goles | Copa | Goles |
| --------- | ------------------------------ | ------ | ------------------ | -------- | ----- | ---- | ----- |
| 2002/03   | Cartagonova                    | España | Segunda División B | 15       | 0     |      |       |
| 2003/04   | Real Murcia B                  | España | Tercera División   | -        | -     |      |       |
| 2003/04   | Real Murcia                    | España | Primera División   | 2        | 0     | 0    | 0     |
| 2004/05   | Girona FC                      | España | Segunda División B | 23       | 4     | 1    | 0     |
| 2005/06   | CD Castellón                   | España | Segunda División   | 21       | 3     | 0    | 0     |
| 2006/07   | CD Castellón                   | España | Segunda División   | 21       | 0     | 2    | 0     |
| 2007/08   | CD Castellón                   | España | Segunda División   | 19       | 0     | 1    | 0     |
| 2008/09   | CD Castellón                   | España | Segunda División   | 13       | 0     | 3    | 0     |
| 2009/10   | CD Castellón                   | España | Segunda División   | 27       | 0     | 1    | 0     |
| 2010/11   | AD Ceuta                       | España | Segunda División B | 35       | 0     | 5    | 0     |
| 2011/12   | CD Badajoz                     | España | Segunda División B | 10       | 0     | 0    | 0     |
| 2012/13   | Real Club Recreativo de Huelva | España | Segunda División   | 29       | 0     | 0    | 0     |
| 2013/14   | Real Club Recreativo de Huelva | España | Segunda División   | 31       | 0     | 1    | 0     |
| 2014/15   | Real Club Recreativo de Huelva | España | Segunda División   | 3        | 0     | 0    | 0     |
| 2015/16   | Real Club Recreativo de Huelva | España | Segunda División B | 7        | 0     | 1    | 0     |
| 2016/17   | Real Club Recreativo de Huelva | España | Segunda División B | 0        | 0     | 0    | 0     |

### Como secretario técnico
| Club                           | País   | Año             |
| ------------------------------ | ------ | --------------- |
| Real Club Recreativo de Huelva | España | 2019-2021       |
| Albacete Balompié              | España | 2024-actualidad |